# Seenotrettungsstation Langballigau
Die Seenotrettungsstation Langballigau ist ein Stützpunkt von Freiwilligen der Deutschen Gesellschaft zur Rettung Schiffbrüchiger (DGzRS), für die im Kreishafen von Langballigau ein Seenotrettungsboot (SRB) bereit liegt. Bei einem Seenotfall im Revier erfolgt im Regelfall die Alarmierung der Retter durch die Zentrale der DGzRS in Bremen, wo die Seenotleitung Bremen (MRCC Bremen) ständig alle Alarmierungswege für die Seenotrettung überwacht.

## Aktuelle Rettungseinheit
Am Bootsanleger des kleinen Hafens liegt seit 1999 die 9,5 Meter lange WERNER KUNTZE, die zur 3. Generation von SRB der DGzRS gehört und der 3. Neubau dieser Klasse ist. Wie alle Boote der DGzRS ist auch SRB 49 als Selbstaufrichter konstruiert und vollständig aus seewasserbeständigem Aluminium gebaut.
Sein vollständig geschlossenes Steuerhaus bietet genügend Platz zur Versorgung und Unterbringung von Geretteten unter Deck sowie dem Schutz der Besatzung und der eingebauten Technik vor Wind und Wellen. Wie schon die Vorgängertypen erleichtert eine Bergungspforte in Wasserspiegelhöhe die Aufnahme von im Wasser treibenden Personen. Durch den geringen Tiefgang von 0,96 Meter sind die Boote ideal geeignet für die Flachwassereinsätze in der Förde. Ein starker Motor ermöglicht mit dem Schleppsystem von 1,5 Tonnen Nenntragfähigkeit auch das Ab- bzw. Freischleppen von größeren Schiffen.

## Einsatzgebiet

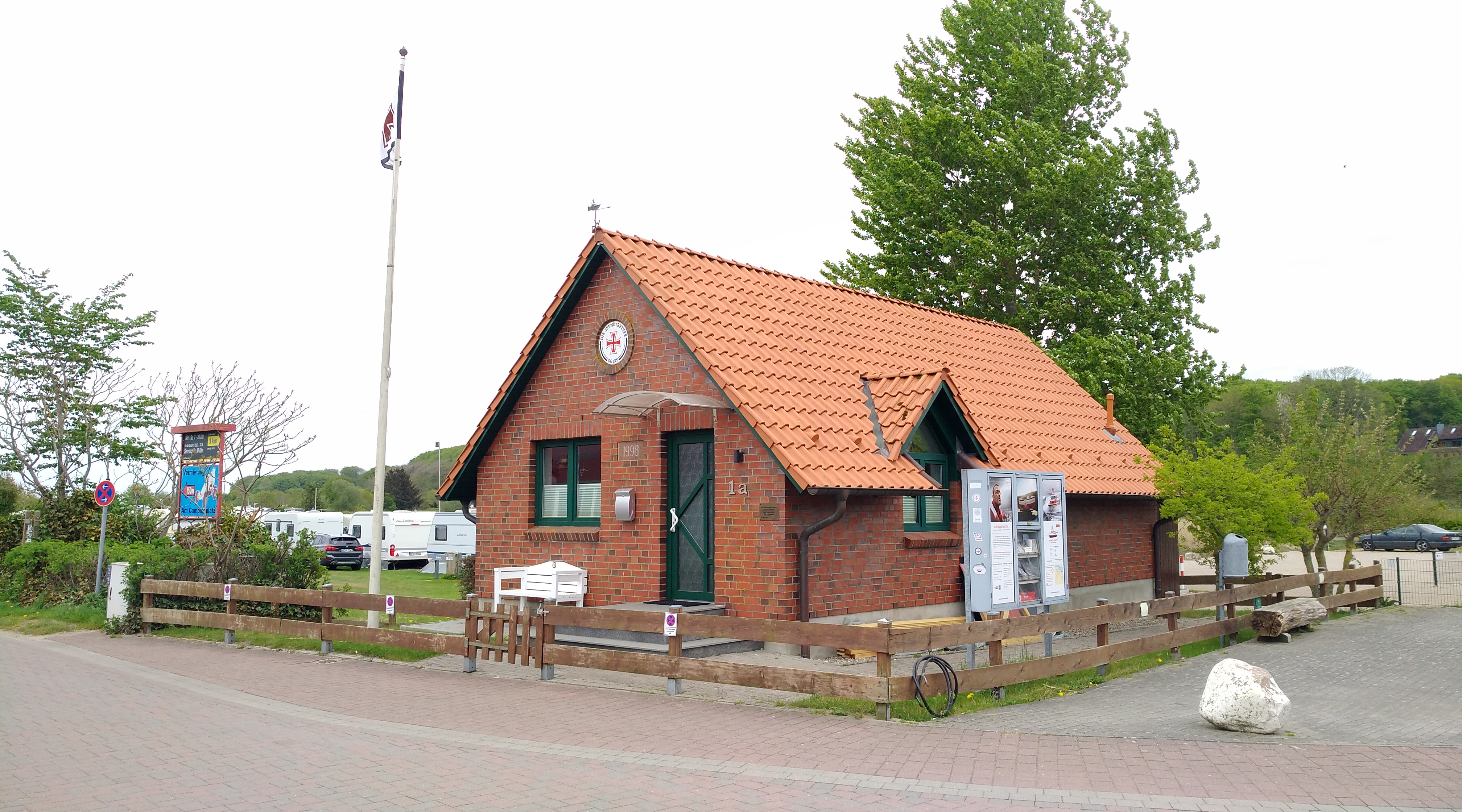
Neues Stationsgebäude von 1998 am Hafen

Durch die Lage des Hafens am Ausgang der Flensburger Förde reicht die Zuständigkeit der Seenotretter von Flensburg bis zur Geltinger Bucht mit dem Leuchtturm Kalkgrund im Osten und in Richtung Norden über die Grenze bis in die süddänische Inselwelt rund um Sonderburg. In Zusammenarbeit mit dem dänischen Seenotrettungsdienst werden regelmäßig auch grenzüberschreitende Rettungseinsätze gefahren. Neben Angelbooten sind hauptsächlich Segler im Revier die „Kunden“ der freiwilligen Helfer. Dabei bewähren sich auch die regelmäßigen Übungen in Zusammenarbeit mit den Helfern der DLRG-Wachstation in Norgaardholz.
Für die Freiwilligen der Station hat die Gesellschaft 1998 am Hafen ein neues Gebäude direkt gegenüber von der Steganlage errichtet. Bei einem Seenotfall im Seegebiet erfolgt eine Zusammenarbeit mit den Rettern der Nachbarstation:
- Boot der Seenotrettungsstation Gelting

## Geschichte
Mit Stationierung der KAATJE wurde 1975 die Rettungsstation im Hafen von Langballigau neu eingerichtet. Das SRB der 7-Meter-Klasse hatte vorher auf der Seenotrettungsstation Hörnum gelegen. Schon ein Jahr später erhielt die Station die neun Meter lange FRITZ BEHRENS, ebenfalls ein SRB der 1. Generation. 1981 wurde das Boot umgetauft auf ARTHUR MENGE, da der bestehende Name für einen neuen Seenotkreuzer verwendet werden sollte. Mit Ankunft der WERNER KUNTZE kam das 9-m-Boot zur Station in Schleswig.

## Historie der Seenotrettungsboote
| Stationierung von Seenotrettungsbooten |                            |          |                   |                            |         |                |                              |
| Zeitraum                               | Schiffsname                | Reg.-Nr. | Länge oder Klasse | Anz. Motoren ges. Leistung | Geschw. | vorige Station | Verlegung nach oder Verbleib |
| 1976 → 1977                            | KAATJE                     | KRST 17  | 7-m-Klasse (I)    | 1 → 54 PS                  | 10,0 kn | von Hörnum     | → Damp                       |
| 1977 → 1999                            | FRITZ BEHRENS ARTHUR MENGE | KRST 24  | 9-m-Klasse        | 1 → 150 PS                 | 15,0 kn | Neubau         | → Schleswig                  |
| seit 1999                              | WERNER KUNTZE              | SRB 49   | 9,5-m-Klasse      | 1 → 320 PS                 | 18,0 kn | Neubau         | auf Station                  |

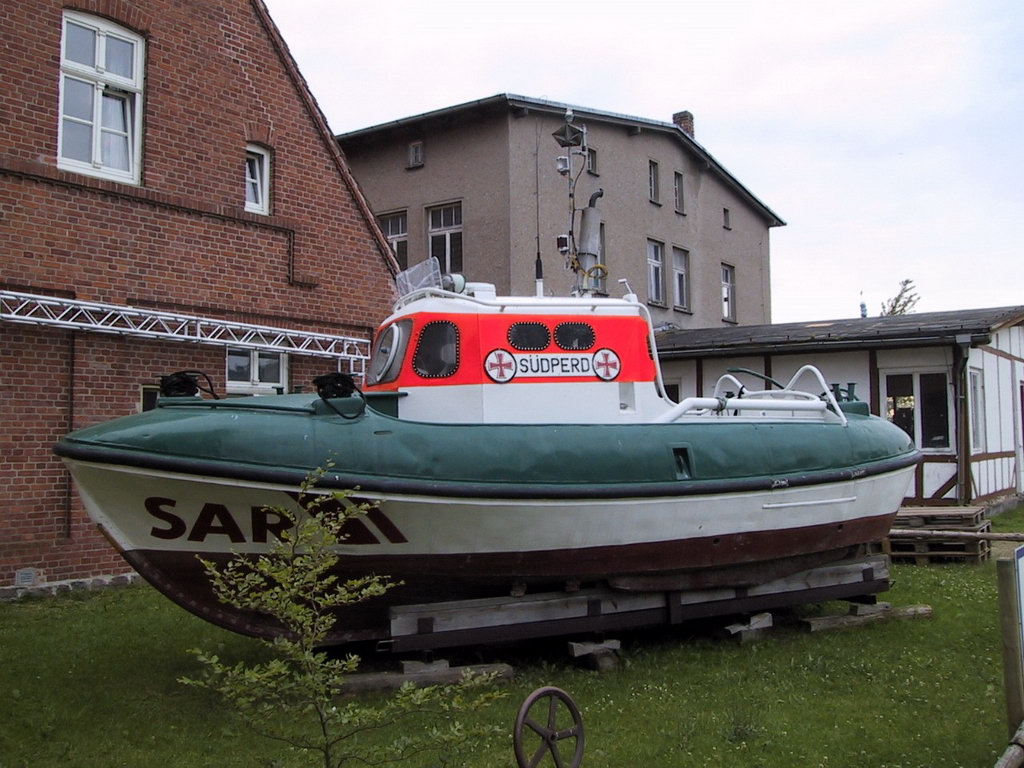
Ehemalige KAATJE
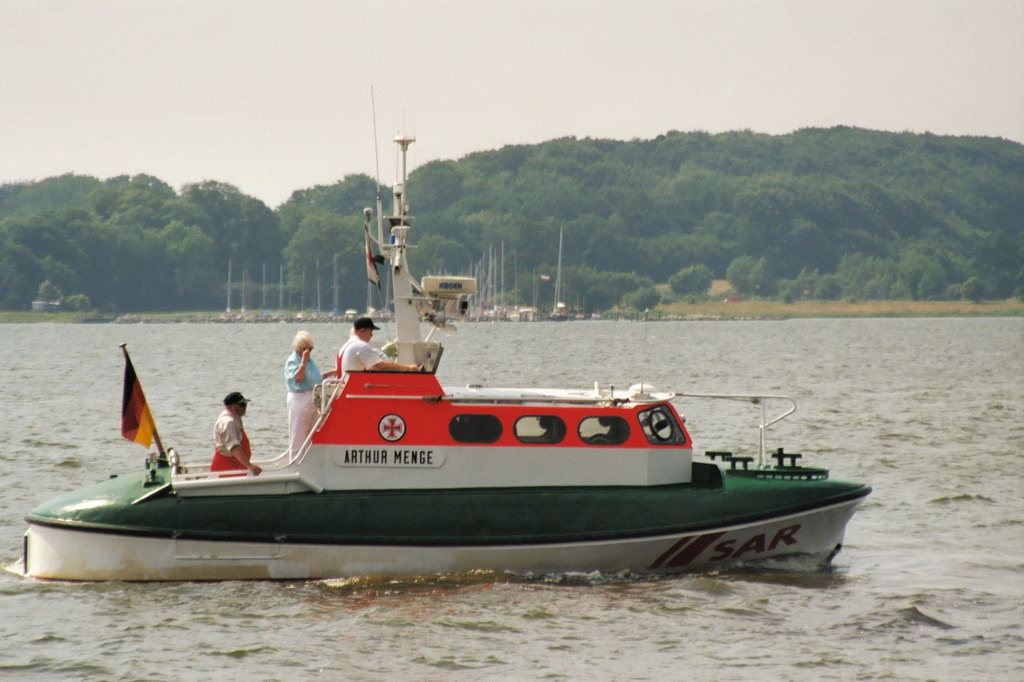
ARTHUR MENGE